# 배국원
배국원(裵國源, 1952년~)은 대한민국의 신학자이자 침례신학대학교의 총장을 역임하였고 종교철학 교수이다.

## 학력
- 한국 연세대학교 철학과 (B.A.)
- 미국 Southern Baptist Theological Seminary (M.Div.)
- 미국 하버드 대학교 (Th.M.)
- 미국 하버드 대학교 (Ph.D.)

## 주요경력
- 침례신학대학교 현 침례신학대학교 총장, 전 침례교신학연구소장, 교무처장, 대학원장
- 사회복지법인 은강회 이사장
- 아세아침례교신학대학원 협의회 상임이사
- 한국기독교학회 문화신학회 이사
- 한국종교학회 이사

## 저서 및 논문
- Homo Fidei :  a critical understanding of faith in the writings of Wilfred Cantwell Smith and its implications for the study of religion
- 현대종교철학의 이해
- 현대종교철학의 프리즘
- 신학입문(공저), 책으로 읽는 21세기(공저) 외 다수
- "르네상스와 기독교 휴머니즘", "영혼에 관한 새로운 철학적 논의들"외 논문 다수

### 역서
- 신의 역사 I, II, 카렌 암스트롱 저, 배국원·유지황 역, 1999년, 동연출판사